# Zeno-Watch Basel
Zeno-Watch es una marca de relojes suiza fundada en 1868, aunque el nombre Zeno se ha utilizado solo desde 1922. La firma utiliza un movimiento ETA para sus relojes mecánicos, especializados en el campo de la aviación. Es uno de los pocos fabricantes independientes de relojes suizos que aún sigue en funcionamiento. Su fábrica está ubicada en Basilea.

## Historia

### Comienzos
La historia de Zeno comenzó en 1868 con el relojero Jules Godat, fundador de una pequeña empresa de fabricación de relojes de bolsillo (Godat & Co.) en La Chaux-de-Fonds, en el corazón de la industria relojera suiza. También producía modelos con cajas de plata maciza y relojes colgantes para dama en cantidades reducidas. Construyó una pequeña fábrica, que fue adquirida en 1920 por A. Eigeldinger & Fils.
Eigeldinger se especializó en la creación de relojes de pulsera para el ejército. Producían modelos en acero inoxidable, plata, oro y platino, con movimientos de hasta 43 mm de diámetro. Sus marcas registradas eran "Zeno", "Strand" y "Solvex". En 1922, André-Charles Eigeldinger, el hijo del propietario, registró la marca de relojes ZENO. El término (forma abreviada de Zenodopolus) se remonta al nombre  griego Zenón, y significa "regalo de Zeus" o "regalo divino".

### Los primeros relojes Zeno
Los primeros relojes Zeno se fabricaron en 1922 y cada pieza estaba marcada con una cruz suiza en la parte posterior de la caja. En 1949, los relojes Zeno se exhibieron por primera vez en la Feria Suiza de Relojes de Basilea.
En 1966, Peter Atteslander y Eric Enggist adquirieron los derechos de Zeno, y en 1973 se los vendieron a Felix W. Huber, que trabajaba para la empresa desde 1964.
En 1969, los talleres de Zeno se hicieron conocidos con el modelo futurista "Spacemen" y la producción del reloj de buceo con la caja al vacío llamado "Compressor". En esa época, adquirieron varias fábricas de relojes suizos de renombre.

### Productos posteriores
Los relojes más conocidos de Zeno pertenecen a la colección "Pilot Classic". El modelo actual es similar al Zeno Pilot Basic original de 1965. La gama incluye relojes de pulsera mecánicos y con tecnología de cuarzo con pantallas analógicas, relojes de pulsera de colección, relojes de bolsillo y cronógrafos deportivos en varios materiales. Desde 1999, la firma ha ampliado su familia de productos, con una gama de relojes de piloto en nuevos tamaños, junto con relojes COSC con certificación oficial de cronómetro. También fabrica relojes de buceo utilizados por las Fuerzas Armadas Suizas para su marca diseñada específicamente para buceadores de combate, con modelos clasificados hasta 300 metros (1000 pies) de profundidad.